# Cyclops pelagicus
Cyclops pelagicus – gatunek widłonoga z rodziny Cyclopidae. Opisał go w 1929 roku francuski biolog Maurice Rose (1882–1969), nadając mu nazwę Nauplius pelagicus.